# Artocarpus nobilis
Artocarpus nobilis är en mullbärsväxtart som beskrevs av Thw.. Artocarpus nobilis ingår i släktet Artocarpus och familjen mullbärsväxter. Inga underarter finns listade i Catalogue of Life.